# James Angus Gillan
James Angus Gillan (født 11. oktober 1885 i Aberdeen, død 23. april 1981 i Leigh) var en britisk roer, som deltog i to olympiske lege i begyndelsen af 1900-tallet.

## Rokarriere
Gillan roede for Magdalen College på Oxford University og var med til at vinde to løb for firere uden styrmand ved Henley Royal Regatta i 1908, men deltog ikke i Oxford vs. Cambridge Boat Race dette år på grund af sygdom (han var med både i 1907 og 1909).
Ved OL 1908 i London deltog kun fire både, deraf to britiske firere, henholdsvis fra Magdalen College og Leander Club. For Magdalen roede Gillan sammen med Collier Cudmore, Duncan MacKinnon og John Somers-Smith, og de vandt i indledende runde over en canadisk båd, mens Leander besejrede en hollandsk båd. I finalen lagde Magdalen stærkest ud og førte med en bådlængde midtvejs, og føringen blev på cirka halvanden bådlængde ved mål, så Oxford-båden fik dermed guld. Der blev ikke uddelt andre medaljer.
Skønt han egentlig var stoppet på universitetet, men kom alligevel med til Henley for Magdalen i 1911 i otteren, og efter at have vundet her, kom han også med til OL året efter i Stockholm.
Gillan deltog i otteren fra Leander ved legene, der ud over ham talte Ewart Horsfall, Sidney Swann, Leslie Wormald, Edgar Burgess, Stanley Garton, Alister Kirby, Philip Fleming og styrmand Henry Wells. Båden vandt i indledende heat over en canadisk båd, i kvartfinalen over en australsk båd og i semifinalen over en tysk båd. I finalen mødte Leander en anden britisk båd fra New College, Oxford, og Leander trak fra halvvejs i løbet og så sig ikke tilbage, men vandt med en længde. Ved lodtrækningen om banerne til finaleløbet vandt New College og tilbød ifølge traditionen modstanderne at vælge først. Traditionen bød så, at modstanderne skulle afslå valget, men Leander accepterede det og valgte den bedste bane. Dette medførte, at kong Gustav 5. ved medaljeceremonien ærede New College, der siden har haft en tradition med ved festlige lejligheder at udbringe en skål under overskriften "God Damn Bloody Magdalen" og have et brevhoved med forkortelsen herfor, 'GDBM'.

## Øvrige karriere
Han var uddannet jurist og arbejdede fra 1909 i administrationen af Anglo-egyptisk Sudan (han havde orlov i 1911 og 1912, hvilket muliggjorde, at han koncentrerede sig om roningen i disse år). Han arbejdede her i tredive år og opnåede en lederstilling. Han modtog St. Michael og St. George-ordenen og blev udnævnt til Knight of the British Empire for sin indsats.
Efter anden verdenskrig var han med i organiseringen af OL 1948 i London, men trivedes derudover ikke rigtigt ved kontorarbejdet i London, og i 1949 rejste han til Australien som repræsentant for British Council her. I 1951 vendte han tilbage til England, og han virkede som bestyrelsesformand for det kongelige Overseas League 1955-1962.